# هامور البطاطس
هامور البطاطس (الاسم العلمي Epinephelus tukula)، نوع من الهامور وفصيلة القرفصية. يُعتبر من الأسماك المحلية في أستراليا، وهو أحد الأسماك الأصيلة في كثير من البلدان الآسيوية. يمكن أن يصل أقصى نمو له نحو 2.6 م ويزن حوالي 110 كجم.